# Obalna vidra
Obalna vidra (Lontra felina) rijedak je i slabo poznat morski sisavac, pripadnik porodice kuna (Mustelidae). Jedina su vrsta morskih vidri u Južnoj Americi, i rijetko zalaze u slatke vode ili estuarije. Njeno latinsko ime znači "vidra mačka", dok na španjolskom jeziku, obalnu vidru često se naziva "gato marino" – morska mačka.

## Obilježja
Obalne vidre maleni su sisavci, rijetko dostižući duljinu veću od jednog metra i 4.5 kilograma težine. Krzno obalne vidre tamnosmeđe je boje na leđima, dok je trbušni dio prekriven svijetlosmeđim krznom. Zaštitne dlake prekrivaju kratko izolacijsko krzno sivkastog tona. Krzno je grublje i kruće od krzna morske vidre. Mnogi smatraju kako je to posljedica njihovog obitavanja u zoni zapljuskivanja valova gdje ih val lako može nanijeti na stijene.
Njihove prednje i stražnje šape imaju plivaće kožice, a njihov je rep kratak. Donja čeljust obalne vidre sadrži osam pari zubiju, dok gornja čeljust sadrži osam do devet pari. Zubi su prilagođeniji sječenju nego drobljenju. U ove vrste ne postoji seksualnog dimorfizma, i ženke imaju četiri bradavice.
Obalne vidre žive u samotno ili u manjim skupinama do tri jedinke. Teško ih je opaziti, plivaju nisko ispod vode, izlažući samo glavu i rep. Nije poznato jesu li teritorijalne ili ne, pošto su viđene borbe mužjaka, no i borbe parova tijekom sezone parenja. Borba zauzima mjesto na stijenama iznad morske površine koje su korištene za odmaranje, hranjenje i njegovanje krzna. Obalne vidre također su promatrane tijekom grupnog hvatanja velikih riba, no nije poznato koliko je česta ta navika.
Obalne su vidre dnevne životinje, prvenstveno aktivne tijekom dana.

## Rasprostranjenost
Obalne vidre obitavaju na litoralnim područjima jugozapadne Amerike. Pronalazi ih se na obalama međuplimnih područja južnog Perua, čitave obale Čilea i najdaljih južnih dosega Argentine. Povremeno ih se viđa na Falklandskim Otocima.

## Stanište i prehrana
Obalne vidre većinom nastanjuju kamenite obale s obiljem kelpa i morske trave i rijetko posjećuju estuarije i slatke vode. Prednost daju staništima sa snažnim vjetrovima i valovima, ne nalik većini drugih vrsta vidra, koje prednost daju mirnijim vodama. Pećine i pukotine u kamenitim obalama pružaju im skrovište, a jazbina često neće imati pristup s kopna nakon plime. Obalne vidre izbjegavaju pjeskovite plaže.
Prehrana obalnih vidri slabo je poznata, no vjeruje se kako njihovu prvenstvenu prehranu uključuju rakovi, morskim račićima, mekušci i ribe.

## Razmnožavanje
Obalne vidre monogamne su ili poligamne, a parenje se odvija u prosincu ili siječnju. Kote dvoje do petoro mladunčadi nakon gestacije koja traje od 60 do 70 dana, u siječnju, veljači ili ožujku. Mladunčad ostaje uz majku sljedećih 10 mjeseci, i ponekad mogu biti viđeni na majčinom trbuhu dok ona pliva leđno, na način kao što to čine morske vidre. Roditelji hrane mladunčad i uče ih kako loviti.

## Drugi projekti Wikimedije
|  | Wikivrste imaju podatke o taksonu obalnoj vidri |